# Detención administrativa
Se entiende por detención administrativa el arresto y detención de personas por el Estado sin que medie juicio, normalmente aduciéndose motivos de seguridad. Diversos países, tanto democráticos como autoritarios, han recurrido a la detención administrativa como recurso para luchar contra el terrorismo, contra la inmigración ilegal o como medida de mantenimiento del régimen en el poder.
A diferencia del encarcelamiento, que se impone tras una condena en un juicio, la detención administrativa es un mecanismo adoptado a priori, antes de la existencia de un juicio. Mientras que los procesos judiciales tienen un enfoque retrospectivo -intentando aclarar si el acusado cometió un delito en el pasado-, el razonamiento en que se basa la detención administrativa está vinculado a la convicción o especulación en torno a la posibilidad de que el sospechoso pudiese constituir una amenaza en el futuro. Está concebida como una medida preventiva, por contraposición a las medidas punitivas adoptadas tras los procesos judiciales. La práctica de la detención administrativa ha sido criticada por numerosas organizaciones defensoras de los derechos humanos como una grave violación de los derechos civiles y políticos.

## Lucha contra el terrorismo
Las detenciones administrativas aparecen reflejadas en los códigos penales de diversos estados del mundo. En los países democráticos que usan la detención administrativa en su lucha contra el terrorismo, sus defensores argumentan que los sistemas legales existentes están mal preparados para asumir los desafíos específicos que plantea el terrorismo. Además, afirman que los códigos penales basados en los derechos del acusado y en estrictas normas en torno a las pruebas no pueden usarse de manera efectiva para eliminar el riesgo que suponen los terroristas. Entre los motivos que aportan para defender esta postura se encuentra la idea de que la información usada para identificar a los terroristas y sus planes podría incluir fuentes y métodos de inteligencia extremadamente sensibles que, en caso de ser descubiertos durante el juicio, podrían socavar futuras operaciones antiterroristas. También defienden que las condiciones en las que algunos terroristas son capturados, especialmente si es en zonas de combate, hacen imposible aportar pruebas normales siguiendo las normas de los procesos criminales estándar. Sus defensores también aseguran que los procesos judiciales están diseñados para castigar comportamientos pasados y, por lo tanto, están deliberadamente decantados de favor del acusado para evitar en la medida de lo posible que se castigue a inocentes. La lucha antiterrorista, por otro lado, tiene como objetivo la prevención de acciones futuras, y por lo tanto requiere un sistema que dé más peso a la reducción de posibles amenazas intentando en la medida de lo posible que ningún culpable quede libre. 
Las leyes de la guerra son, para los defensores de esta medida, simplemente inadecuadas. Estas leyes permiten la captura de combatientes enemigos y su detención sin juicio hasta el final del conflicto. Sin embargo, las leyes de la guerra nacieron de la necesidad de regular los combates entre ejércitos profesionales pertenecientes a estados soberanos implicados en conflictos que, incluso aunque se alargasen en el tiempo, tenían un carácter finito. Intentar aplicar estas normas a terroristas que se entremezclan con la población civil y de los que ningún estado es responsable abre la posibilidad de una detención indefinida sin juicio, combinada con un importante margen de error. 
Los contrarios a la detención administrativa cuestionan todas las afirmaciones anteriores. Aunque reconocen la necesidad de proteger a las fuentes y los métodos de los que se obtiene la información sensible, mantienen que las leyes existentes pueden equilibrar con éxito la necesidad de proteger las fuentes y la de asegurar el derecho a un juicio justo del acusado. Destacan los numerosos casos en los que los fiscales consiguieron condenas por terrorismo usando los códigos penales existentes. Los contrarios a la detención administrativa mantienen que, en esencia, esta es una forma de castigo colectivo dado que, al no requerir pruebas de la culpabilidad de un individuo, atribuye a todos los miembros de un colectivo las acciones de unos pocos.  

## Detención de inmigrantes
Diversos países utilizan la detención administrativa con inmigrantes llegados de manera irregular -los que llegan a un determinado país sin autorización previa- como un paso intermedio antes de la deportación o de la concesión de un permiso de residencia. La detención de inmigrantes resulta polémica porque representa un conflicto entre la defensa tradicional de las libertades individuales y la noción de la soberanía territorial de los estados. Los estudios comparativos llevados a cabo en torno a los países que aplican esta detención administrativa a los inmigrantes irregulares han demostrado que aquellos países que reciben flujos masivos de inmigrantes a través del mar (como Estados Unidos o Australia) son los que aplican medidas más severas. Los defensores de aplicar este tipo de medida a los inmigrantes irregulares argumentan que es necesaria, dado que los inmigrantes no han cometido ningún crimen según los códigos penales de los estados a los que llegan, pero si se les permitiera esperar a su deportación sin estar bajo custodia se correría el riesgo de que se evadiesen. Los detractores de esta medida mantienen que existen medidas alternativas y que dichas medidas son preferibles porque no violan las libertades personales de los recién llegados a la vez que suponen una menor carga económica para los estados. Entre las alternativas propuestas están la liberación y asignación del inmigrante a una ONG, la liberación bajo custodia de ciudadanos del Estado de acogida que garanticen que el inmigrante se presentará a las vistas judiciales, y "centros de detención abiertos" en los que los inmigrantes deberían comparecer regular y obligatoriamente.

## Uso en regímenes autoritarios
En muchos países carentes de regímenes democráticos, los responsables del régimen en el gobierno aplican la administración administrativa para eliminar las discrepancias y para castigar a los contrarios al régimen. Las autoridades coloniales francesas e inglesas fueron las primeras en introducir la detención administrativa en el continente asiático poco antes de la Segunda Guerra Mundial. Aunque el fin original era suprimir las ideas revolucionarias e independentistas de las poblaciones nativas, la detención administrativa pervivió en las excolonias una vez que estas consiguieron la independencia, legitimando el uso de la medida contra los opositores políticos en sus propias constituciones. En numerosos casos, pasaron a quedar registradas en los códigos penales como "medidas de emergencia" o leyes de "seguridad interna". Algunos ejemplos de estas excolonias francesas o británicas que mantuvieron la medida de la detención administrativa son Bangladés, India, Malasia, Myanmar, Pakistán, Singapur, Sri Lanka e Israel. En Vietnam, excolonia francesa, las autoridades coloniales usaron ampliamente la detención administrativa en los años treinta del siglo XX para arrestar a aquellos que eran sospechosos de simpatizar con el comunismo. Una vez adquirida la independencia, las autoridades vietnamitas pasaron a aplicar esta medida contra los sospechosos de llevar a cabo acciones "contrarrevolucionarias". Algunos de estos presos políticos, como Aung San Suu Kyi en Myanmar, se han hecho famosos a nivel mundial por su lucha y han sido defendidos por organizaciones en pro de los derechos humanos, si bien la propia Aung San Suu Kyi, una vez en el poder tras ganar las elecciones, mantuvo la detención administrativa como medida a aplicar contra sus detractores.

## Ejemplos de detención administrativa

### Armenia
Human Rights Watch ha criticado a Armenia por no reformar por completo el sistema legal heredado de la anterior república soviética y por no poner el sistema de detención administrativa actual en concordancia con las leyes internacionales. Durante las elecciones presidenciales de 2003, la policía armenia aplicó de manera arbitraria el Código de Delitos Administrativos, que autoriza la detención administrativa y que permitió el arresto de docenas de activistas y simpatizantes de la oposición por periodos de hasta quince días.

### Australia
Como algunos otros países que experimentan movimientos migratorios masivos, como es también el caso de Canadá o los Estados Unidos, Australia tiene un sistema de detención administrativa obligatoria para los inmigrantes irregulares y para los solicitantes de asilo que llegan a sus costas sin los visados necesarios. La base legal de esta medida se encuentra en la Ley de Inmigración de 1958 (Cth), que autorizaba la detención indefinida de un ciudadano en situación irregular que no pueda ser deportado inmediatamente. Human Rights Watch ha criticado el uso de la detención administrativa por parte de las autoridades australianas, afirmando que contraviene gravemente las obligaciones de Australia con aquellos que no son sus ciudadanos, con los refugiados y los solicitantes de asilo según el derecho internacional humanitario y la ley de refugiados. Además, diversos grupos religiosos, comunitarios y políticos se han opuesto a la medida, incluidos el Consejo Nacional de Iglesias de Australia, Amnistía Internacional o el partido verde. 

### Brasil
En Brasil solamente es legal aplicar la detención administrativa a miembros del ejército. Cualquier miembro de las fuerzas armadas brasileñas puede ser detenido si se le encuentra culpable de violar repetidamente el Reglamento Disciplinario Militar (Regulamento Disciplinar). Cada rama militar ha enumerado una lista de "transgresiones" de sus Reglamentos Disciplinarios. El mayor castigo posible bajo este tipo de detención administrativa es de 30 días. Sin embargo, los miembros de las fuerzas armadas brasileñas que se encuentran bajo detención administrativa pueden tener garantizado un habeas corpus de la justicia ordinaria que les libere de dicha detención, puesto que retienen todos sus derechos como ciudadanos. 

### China
El uso de la detención administrativa en China ha sido habitual desde antes de 1949. Por aquella época se usaba principalmente contra pequeños criminales y contra adictos al opio, prostitutas, vagabundos y enfermos mentales. Desde las reformas legales de 1978, los organismos de seguridad pública (gong'an jiguan), y en especial la policía, tienen poderes de detención administrativa que usan de manera paralela al sistema judicial del Estado. La detención administrativa se usa contra aquellos que están considerados como "socialmente indeseables" por el régimen gobernante con el fin de mantener el orden público y la estabilidad social y política. Bajo esta etiqueta se engloba a prostitutas y sus clientes, drogadictos, disidentes políticos y pequeños criminales que llevan a cabo delitos menores que no son lo suficientemente graves para ser perseguidos por el sistema judicial.  
Hay tres tipos de detención administrativa en China: "detención educativa" ("Shourong jiaoyu"), rehabilitación coercitiva de las drogas ("Qiangzhi jiedu") y "reeducación mediante el trabajo" ("Laodong jiaoyang"). Además, la detención administrativa se aplica también para diversas medidas relacionadas con la seguridad pública, tales como la detención bajo la Ley de Castigos Administrativos de Seguridad ("Xingzheng juliu"), la detención administrativa para el interrogatorio de sospechosos ("Luizhi panwen"); y la detención de criminales menores de edad en escuelas combinadas de trabajo y estudio ("Gongdu Xuexiao").  
El uso de la detención administrativa en China ha sido criticado por las organizaciones internacionales en defensa de los derechos humanos y por grupos locales. Estas críticas sostienen que la policía a menudo abusa de su poder, que la ejecución de estos poderes queda completamente en manos de la policía y que no hay ningún tipo de limitación legal de estos poderes.   

### Egipto
La Ley de Emergencia n.º 162 de 1958 autoriza al gobierno de Egipto a suspender las libertades civiles básicas declarando el estado de emergencia. Dicho estado de emergencia ha estado en vigor casi de manera continuada desde 1967. Actuando bajo esta ley, las autoridades egipcias han usado la detención administrativa contra individuos que consideran miembros de organizaciones ilegalizadas como los Hermanos Musulmanes, así como contra individuos que participaban en manifestaciones pacíficas en oposición contra la Guerra de Irak o en apoyo de la Intifada palestina. Human Rights Watch ha criticado esta práctica como un uso de la legislación de emergencia para la "represión de la oposición política". Amnistía Internacional denuncia que los familiares de presos políticos egipcios han sido mantenidos en situación de detención administrativa por su mera relación familiar con dichos presos. El gobierno egipcio se niega a revelar cuantas personas se encuentran en detención administrativa, aunque los grupos en defensa de los derechos humanos calculan que entre 16 000 y 20 000 personas se encuentran detenidas sin cargos.   

### España
En España se entiende por detención administrativa aquella que se realiza al margen de los supuestos que la vigente Ley de Enjuiciamiento Criminal de 1882 habilita para realizar una detención en el marco de un hecho delictivo.
Según la legislación española, cabe la detención administrativa básicamente en dos supuestos:
- Cuando se trata de extranjeros cuya entrada o permanencia en España no se ha realizado conforme a la legalidad. En este supuesto cabría la detención por parte de la autoridad o agentes de la misma para iniciar el correspondiente expediente administrativo que culmina con su expulsión del territorio nacional y repatriación a su país de origen.

- Cuando se trata de enfermos mentales peligrosos, al amparo de lo que dispone el Código Civil, con el fin de internarlos en Centros habilitados al efecto.

Se discute si se puede considerar detención al requerimiento que realizan los agentes de la autoridad para identificar a un ciudadano con el fin de investigar un acto delictivo o denunciar una infracción administrativa (todo ello conforme al artículo 16 de la Ley Orgánica 4/2015 de 30 de marzo, sobre protección de la Seguridad Ciudadana) ya que en este supuesto se puede llegar a trasladar al ciudadano a dependencias policiales que cuenten con medios adecuados para su identificación, lo cual constituye de facto cuando menos una restricción de la libertad deambulatoria.

### Irlanda
Irlanda utiliza la detención administrativa para controlar la inmigración irregular. El origen de esta medida es un sistema legal aprobado en 1996 que autorizaba el uso de la detención administrativa para este propósito. El entramado legal en el que se basa esta medida incluye la Ley de Refugio de 1996, las Leyes de Inmigración de 1999, 2003 y 2004, y la Ley de (Tráfico de) Inmigrantes Ilegales de 2000. Según las estadísticas oficiales del gobierno irlandés, en el periodo comprendido entre 2003 y 2004 permanecieron en detención administrativa un total de 2798 personas por causas relacionadas con la inmigración, dos tercios de los cuales estuvieron en prisión por periodos superiores a los 51 días. La gran mayoría de los detenidos (más del 90 %) permanecieron en una de las dos prisiones de Dublín: la Cárcel de Cloverhill (masculina) o el Centro Dóchas de la Cárcel de Mountjoy (femenina). El resto permanecieron en otras cárceles o en puestos fronterizos de la policía (Garda Síochána). 
El Consejo de Europa y numerosas organizaciones por los derechos humanos han criticado las condiciones de hacinamiento en las que se mantiene a los detenidos, así como el hecho de que los detenidos tengan que convivir con criminales convictos. Además, Human Rights Consultants han informado de que la ley irlandesa no protege los derechos de los detenidos, dado que no se les informa de su derecho de apelar su detención ni se les concede acceso a un abogado o a atención médica. 

### Israel
La base legal del uso por parte de Israel de la detención administrativa es, como en el caso de muchas excolonias británicas, una ley de tiempos coloniales; en concreto, los Reglamentos de Defensa (Emergencias) de 1945 que fueron enmendados en 1979 para formar la Ley sobre Autoridad en Estado de Emergencia israelí. La detención administrativa aplicada por Israel tiene una duración de seis meses que pueden ser prolongados indefinidamente. La detención administrativa se usa también en casos en los que las pruebas han sido obtenidas por los servicios de inteligencia (y en especial por el Shin Bet), con lo que mostrarlas en un juicio podría revelar información sensible como fuentes, informadores o infiltrados. 
El uso de la detención administrativa por parte de Israel es diferente al del resto de países en tanto en cuanto la aplica fuera de sus fronteras, sobre ciudadanos extranjeros y con una duración característicamente larga. Aunque en una abrumadora mayoría de los casos se utiliza contra supuestos milicianos palestinos, también se ha utilizado alguna vez contra activistas y figuras públicas de la extrema derecha israelí (por ejemplo, tras el asesinato de Isaac Rabin) y, más recientemente, contra colonos israelíes en Cisjordania, aunque siempre por un periodo de tiempo muy limitado. Sin embargo, en noviembre de 2024, ministro de Defensa israelí anunció que dejaría de aplicarse a los judíos la detención administrativa y que esta pasaría a ser aplicable solo para palestinos.
Existen dos tipos de aplicación de la detención administrativa dependiendo de si el sujeto es israelí o palestino. Dentro de los límites internacionalmente reconocidos de Israel, así como con los colonos israelíes en Cisjordania, Jerusalén Este y los Altos del Golán, es la justicia civil ordinaria la que determina la aplicación de la detención administrativa. Así pues, el Ministro de Defensa tiene la capacidad de autorizar órdenes de detención administrativa de hasta seis meses en casos en los que se considere que hay una razonable posibilidad de que el sospechoso amenace a la seguridad del Estado. El propio ministro tiene la autoridad de renovar estas órdenes un número indeterminado de veces. De igual manera, el jefe del Estado Mayor del Ejército puede también emitir órdenes de detención administrativa, aunque en este caso solo son válidas por 48 horas, tras las cuales las fuerzas de seguridad deben haber aportado pruebas que justifiquen la medida (en una vista a puerta cerrada). Se puede elevar una apelación de las órdenes de detención administrativa ante la Corte del distrito y, en caso de que se deniegue, ante el Tribunal Supremo de Israel. La Corte del distrito puede anular la orden de detención administrativa si determina que esta se justifica en causas ajenas a la seguridad nacional (como, por ejemplo, delitos comunes o el ejercicio de la libertad de expresión). El Ministerio de Justicia es el encargado de supervisar todo el proceso. 
En cambio, los palestinos de los territorios ocupados del Estado de Palestina están sujetos a la justicia militar israelí, por lo que los procedimientos son distintos. Cualquier comandante del ejército israelí puede ordenar una detención administrativa que puede ser apelada ante un tribunal militar o, en caso de ser denegada, ante el Tribunal Supremo de Israel. Sin embargo, de 3909 órdenes de detención administrativa emitidas entre enero de 2015 y julio de 2017, tan solo 48 (un 1,2 %) fueron canceladas por un tribunal militar. Israel justifica el uso de la detención administrativa en los territorios ocupados mediante el artículo 78 de la Cuarta Convención de Ginebra de 1949, que establece que "si la Potencia Ocupante considera necesario, por razones imperativas de seguridad, tomar medidas de seguridad relacionadas con personas protegidas, puede, como mucho, someterlos a determinadas residencias o a internamiento", si bien estas medidas solo deben ser aplicadas "bajo circunstancias excepcionales". Algunos de los palestinos arrestados bajo detención administrativa son menores de edad.

La tabla muestra el número de presos sujetos a detención administrativa por parte de Israel.

Según la ONG israelí B'Tselem, "Israel usa esta medida de manera extensiva y rutinaria, y la ha usado para mantener a miles de palestinos durante prolongados periodos de tiempo. Mientras que las órdenes de detención se revisan formalmente, esto se hace meramente para darle una semblanza judicial, ya que los detenidos no pueden preparar una defensa decente sin saber siquiera de qué se les acusa. Sin embargo, los juzgados validan la gran mayoría de las órdenes", añadiendo que "en la práctica, esto permite a Israel encarcelar a palestinos que no han sido condenados por nada durante años y años".
Durante la Primera y Segunda Intifada, Israel mantuvo a cientos de palestinos en situación de detención administrativa, superando el millar de estos en el año 2003. Desde marzo de 2002, Israel ha mantenido siempre a más de cien palestinos en detención administrativa. A finales de mayo de 2017, 475 palestinos estaban en situación de detención administrativa en las cárceles israelíes (sin contar las cárceles militares), de los que 128 llevaban más de seis meses detenidos y otros 121 llevaban más de un año. En mayo de 2018 eran 440 los palestinos sometidos a detención administrativa por parte de Israel, entre ellos tres menores de edad. La cifra se multiplicó casi por tres en los siguientes años, hasta el punto de que en julio de 2023 había 1.132 palestinos en situación de detención administrativa. Esta cifra se volvió a doblar meses después, durante el transcurso de la guerra Israel-Gaza de 2023, cuando se registró la cifra de 3.400 palestinos bajo detención administrativa.

### Japón
En Japón, la detención de inmigrantes es una forma de detención administrativa según la Ley de Control de la Inmigración y Reconocimiento de Refugiados n.º 319 de 1951 (ICRRA). La detención administrativa también puede aplicarse a menores y a solicitantes de asilo.

### Jordania
La Ley de Prevención Criminal (n.º 7 de 1954) jordana autoriza la detención administrativa. La autoridad para su aplicación reside en los gobernadores provinciales y en los administradores de las subdivisiones provinciales. La ley permite la detención de cualquiera que esté "a punto de cometer un crimen o de ayudar en su comisión", gente que "habitualmente roba, aloja a ladrones o trafiquen con bienes robados", o cualquiera que se considere que representa "un peligro para la gente" si no es detenido. Aunque la Ley de Prevención Criminal no proporciona una base legal para el uso de la detención administrativa por "custodia protectora", se usó de manera rutinaria hasta 2007 para detener a mujeres en riesgo de violencia de género, como por ejemplo en casos de potenciales crímenes de honor. Este uso de la ley ha sido criticado por las Naciones Unidas y por Human Rights Watch. En 2007, el gobierno jordano abrió el Centro Wifaq para mujeres en riesgo de violencia, y en 2008 se trasladó a este a las mujeres que hasta entonces habían estado detenidas en prisiones, aunque la política de enviar mujeres a la cárcel como medida de "custodia protectora" no ha cesado del todo. Las mujeres detenidas no pueden terminar su detención por voluntad propia, sino que la salida debe ser aprobada por los miembros de la familia que la había amenazado. Según el Centro Nacional por los Derechos Humanos de Jordania, la detención administrativa se usó en 11.870 casos en 2008, 16 050 en 2009, 12.345 en 2010 y 11.345 en 2011. La ley no prevé la revisión de la detención por autoridades independientes o por tribunales judiciales, aunque los detenidos pueden apelar al Tribunal Superior de Justicia.

### Birmania
En un informe que describe a Birmania como "uno de los países más represivos de Asia", Human Rights Watch cita un informe de la Cruz Roja que afirma que en 2002 hubo aproximadamente 3500 detenidos en Myanmar, de los que 1300 fueron prisioneros políticos, incluidos miembros del parlamento. Las autoridades del país a menudo extienden los periodos de detención de los prisioneros que ya han cumplido sus sentencias colocándolos bajo detención administrativa. Esta práctica se lleva a cabo incluso con presos enfermos o ancianos. Uno de los casos más notables de detención administrativa fue el de Aung San Suu Kyi. 

### Siria
El Decreto Legislativo n.º 51 del 22 de diciembre de 1962 introdujo la Ley del Estado de Emergencia, que entró en vigor el 8 de marzo de 1963, y que permitía a las fuerzas de seguridad mantener a sospechosos en régimen de detención administrativa sin control judicial por periodos de tiempo indefinidos.

### Reino Unido
El Reino Unido ha mantenido muchas formas de detención administrativa a lo largo de los años. Las formas más recientes se manifestaron en una serie de leyes que intentaron introducir una forma de detención administrativa en Irlanda del Norte bajo los auspicios de la Ley de Prevención del Terrorismo de 1974. Esta ley permitía a las fuerzas de seguridad detener a personas sospechosas de actividades terroristas sin juicio y por un tiempo ilimitado. La aprobación de la ley condujo a la creación de campos de internamiento como Long Kesh (apodado El Laberinto) y el barco prisión HMS Maidstone, donde algunos de los detenidos permanecían durante largos periodos de tiempo. Esta ley de 1974 fue rectificada una serie de veces durante finales del siglo XX y comienzos del XXI, y su más reciente derivación fue la Ley de Prevención del Terrorismo de 2005, que introdujo el concepto de "orden de control", en este caso una versión más política para limitar la libertad de un sospechoso sin la necesidad de proporcionar a un juzgado pruebas que evidencien prima facie un delito.   